# Israël op het Eurovisiesongfestival 2017

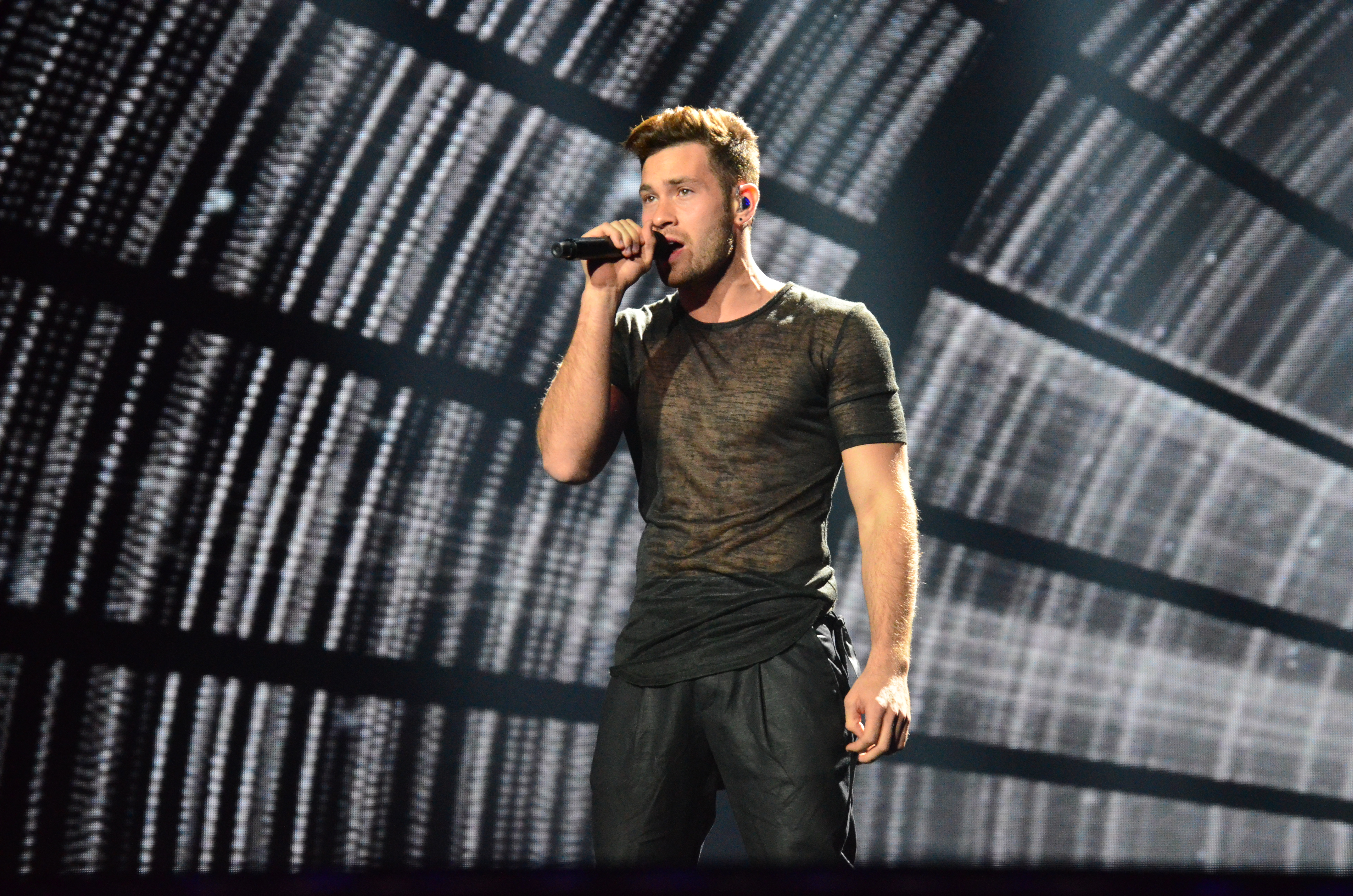
Imri Ziv tijdens de generale repetitie voor de finale van het Eurovisiesongfestival 2017

Israël nam deel aan het Eurovisiesongfestival 2017 in Kiev, Oekraïne. Het was de 40ste deelname van het land aan het Eurovisiesongfestival. IBA was verantwoordelijk voor de Israëlische bijdrage voor de editie van 2017.

## Selectieprocedure
De Israëlische deelnemer aan het Eurovisiesongfestival 2017 werd gekozen via een talentenjacht met als titel HaKokhav HaBa L'Eurovizion 2017. De finale vond plaats op 13 februari 2017. Een maand later, op 13 maart 2017, maakte IBA bekend dat Imri Ziv met het nummer I feel alive naar Kiev zou trekken.

## In Kiev
Israël trad aan in de tweede halve finale, op donderdag 11 mei 2017. Daarin eindigde Imri Ziv als derde, waardoor hij zich plaatste voor de finale. In die finale eindigde Israël als 23ste. Tijdens het bekendmaken van de punten van de vakjury's maakte de woordvoerder van IBA bekend dat het Eurovisiesongfestival 2017 de laatste uitzending van de omroep was en daarmee ook de laatste deelname van de omroep namens Israël aan het Eurovisiesongfestival.
1973 · 1974 · 1975 · 1976 · 1977 · 1978 · 1979 · 1980 · 1981 · 1982 · 1983 · 1984 · 1985 · 1986 · 1987 · 1988 · 1989 · 1990 · 1991 · 1992 · 1993 · 1994 · 1995 · 1996-1997 · 1998 · 1999 · 2000 · 2001 · 2002 · 2003 · 2004 · 2005 · 2006 · 2007 · 2008 · 2009 · 2010 · 2011 · 2012 · 2013 · 2014 · 2015 · 2016 · 2017 · 2018 · 2019 · 2020 · 2021 · 2022 · 2023 · 2024 · 2025
Albanië · Armenië · Australië · Azerbeidzjan · België · Bulgarije · Cyprus · Denemarken · Duitsland · Estland · Finland · Frankrijk · Georgië · Griekenland · Hongarije · Ierland · IJsland · Israël · Italië · Kroatië · Letland · Litouwen · Macedonië · Malta · Moldavië · Montenegro · Nederland · Noorwegen · Oekraïne · Oostenrijk · Polen · Portugal · Roemenië · San Marino · Servië · Slovenië · Spanje · Tsjechië · Verenigd Koninkrijk · Wit-Rusland · Zweden · Zwitserland